# Guatemala a 2016. évi nyári olimpiai játékokon
Guatemala a brazíliai Rio de Janeiróban megrendezett 2016. évi nyári olimpiai játékok egyik részt vevő nemzete volt. Az országot az olimpián 10 sportágban 21 sportoló képviselte, akik érmet nem szereztek. Az ország legutóbb 1996-ban képviseltette magát ennél nagyobb létszámban.

## Atlétika
A guatemalai atléták a következő számokban szereztek kvótát atlétikában:
Férfi
| Versenyző           | Versenyszám     | Döntő    | Döntő    |
| Versenyző           | Versenyszám     | Idő      | Helyezés |
| ------------------- | --------------- | -------- | -------- |
| José Amado García   | Maraton         | 2:30:11  | 118.     |
| Carlos Trujillo     | Maraton         | 2:20:24  | 67.      |
| Erick Barrondo      | 20 km gyaloglás | 1:27:01  | 50.      |
| José María Raymundo | 20 km gyaloglás | 1:29:07  | 56.      |
| Mario Alfonso Bran  | 50 km gyaloglás | 4:15:14  | 41.      |
| Jaime Quiyuch       | 50 km gyaloglás | kizárták | kizárták |

Női
| Versenyző      | Versenyszám     | Döntő    | Döntő    |
| Versenyző      | Versenyszám     | Idő      | Helyezés |
| -------------- | --------------- | -------- | -------- |
| Mayra Herrera  | 20 km gyaloglás | kizárták | kizárták |
| Mirna Ortíz    | 20 km gyaloglás | 1:35:11  | 30.      |
| Maritza Poncio | 20 km gyaloglás | 1:40:09  | 52.      |

## Cselgáncs
Az egyetlen guatemalai cselgáncsozó, José Ramos az egyik pánamerikai kvótát kapta meg.
Férfi
| Versenyző  | Versenyszám | Selejtező                                       | 32-es főtábla     | Nyolcaddöntő      | Negyeddöntő       | Elődöntő          | Vigaszág elődöntő | Bronz- mérkőzés   | Döntő             | Helyezés |
| Versenyző  | Versenyszám | Ellenfél Eredmény                               | Ellenfél Eredmény | Ellenfél Eredmény | Ellenfél Eredmény | Ellenfél Eredmény | Ellenfél Eredmény | Ellenfél Eredmény | Ellenfél Eredmény | Helyezés |
| ---------- | ----------- | ----------------------------------------------- | ----------------- | ----------------- | ----------------- | ----------------- | ----------------- | ----------------- | ----------------- | -------- |
| José Ramos | Légsúly     | Tsend-Ochiryn Tsogtbaatar (MGL) · 000(1)–100(1) | kiesett           | kiesett           | kiesett           | kiesett           |                   |                   |                   | 33.      |

## Kerékpározás

### Országúti kerékpározás
Manuel Rodas az előző évi America Touron elért helyezése alapján jutott ki az olimpiára.
Férfi
| Versenyző    | Versenyszám   | Idő           | Helyezés      |
| ------------ | ------------- | ------------- | ------------- |
| Manuel Rodas | Mezőnyverseny | nem ért célba | nem ért célba |

## Öttusa
A guatemalai öttusázók a 2015-ös pánamerikai játékokon szereztek kvótát az olimpiára.
| Versenyző         | Versenyszám | Vívás (V) | Vívás (V) | Úszás   | Úszás | Úszás | Bónusz vívás (B) | Bónusz vívás (B) | Bónusz vívás (B) | Lovaglás | Lovaglás | Lovaglás | Lovaglás | Futás/Lövészet | Futás/Lövészet | Futás/Lövészet | Futás/Lövészet | Összesen    | Összesen |
| Versenyző         | Versenyszám | Eredmény  | Pont      | Idő     | Pont  | Hely. | Eredmény         | Pont             | V+B Hely.        | Idő      | Hibapont | Pont     | Hely.    | Lövőhiba       | Idő            | Pont           | Hely.          | Összes pont | Helyezés |
| ----------------- | ----------- | --------- | --------- | ------- | ----- | ----- | ---------------- | ---------------- | ---------------- | -------- | -------- | -------- | -------- | -------------- | -------------- | -------------- | -------------- | ----------- | -------- |
| Charles Fernández | Férfi       | 19–16     | 214       | 2:03,18 | 331   | 14.   | 0–1              | 0                | 16.              | 80,58    | 29       | 271      | 27.      | 7              | 11:21,49       | 619            | 11.            | 1435        | 15.      |
| Isabel Brand      | Női         | 14–21     | 184       | 2:22,57 | 273   | 31.   | 0–1              | 0                | 30.              | 72,88    | 7        | 293      | 8.       | 8              | 12:54,11       | 526            | 12.            | 1276        | 20.      |

## Sportlövészet
A guatemalai sportlövők egy-egy kvótát szereztek a 2015-ös világkupán és a pánamerikai játékokon.
Férfi
| Versenyző    | Versenyszám | Selejtező | Selejtező | Elődöntő | Elődöntő | Döntő   | Döntő    |
| Versenyző    | Versenyszám | Pont      | Helyezés  | Pont     | Helyezés | Pont    | Helyezés |
| ------------ | ----------- | --------- | --------- | -------- | -------- | ------- | -------- |
| Enrique Brol | Dupla trap  | 133       | 10.       | kiesett  | kiesett  | kiesett | kiesett  |
| Hebert Brol  | Dupla trap  | 116       | 20.       | kiesett  | kiesett  | kiesett | kiesett  |

## Súlyemelés
Guatemala egy ki nem használt kvótát kapott meg a riói játékokra súlyemelésben.
Férfi
| Versenyző    | Versenyszám | Szakítás | Szakítás | Lökés    | Lökés    | Összesen | Helyezés |
| Versenyző    | Versenyszám | Eredmény | Helyezés | Eredmény | Helyezés | Összesen | Helyezés |
| ------------ | ----------- | -------- | -------- | -------- | -------- | -------- | -------- |
| Edgar Pineda | 56 kg       | 108      | 13.      | 143      | 10.      | 251      | 10.      |

## Tollaslabda
Kevin Cordón harmadik olimpiáján vett részt, világranglista-helyezése alapján.
| Versenyző    | Versenyszám | Csoportkör | Csoportkör | Nyolcaddöntő      | Negyeddöntő       | Elődöntő          | Bronz- mérkőzés   | Döntő             | Helyezés    |
| Versenyző    | Versenyszám | Ellenfél Eredmény | Hely.      | Ellenfél Eredmény | Ellenfél Eredmény | Ellenfél Eredmény | Ellenfél Eredmény | Ellenfél Eredmény | Helyezés    |
| ------------ | ----------- | --- | ---------- | ----------------- | ----------------- | ----------------- | ----------------- | ----------------- | ----------- |
| Kevin Cordón | Férfi egyes | P csoport · Adrian Dziółko (POL) · 21-18, 10–21, 13–21 · Niluka Karunaratne (SRI) · visszalépett · Csen Lung (Chen Long) (CHN) · visszalépett | 4.         | kiesett           | kiesett           | kiesett           | kiesett           | kiesett           | helyezetlen |

## Torna
Az egyetlen guatemalai tornász, Ana Sofía Gómez a nem sokkal az olimpia előtt megrendezett riói tesztverseny során szerzett indulási jogot magának.
Női
| Versenyző       | Versenyszám      | Selejtező | Selejtező | Döntő    | Döntő    |
| Versenyző       | Versenyszám      | Pontszám  | Helyezés  | Pontszám | Helyezés |
| --------------- | ---------------- | --------- | --------- | -------- | -------- |
| Ana Sofía Gómez | Talaj            | 12,900    | 62.       | kiesett  | kiesett  |
| Ana Sofía Gómez | Felemás korlát   | 13,766    | 51.       | kiesett  | kiesett  |
| Ana Sofía Gómez | Gerenda          | 13,400    | 47.       | kiesett  | kiesett  |
| Ana Sofía Gómez | Egyéni összetett | 54,832    | 32.       | kiesett  | kiesett  |

## Úszás
Az ország egy-egy férfi és női úszót küldhetett Rióba.
Férfi
| Versenyző     | Versenyszám    | Előfutam | Előfutam | Előfutam | Elődöntő | Elődöntő | Elődöntő | Döntő   | Döntő    |
| Versenyző     | Versenyszám    | Idő      | Hely.    | Össz.    | Idő      | Hely.    | Össz.    | Idő     | Helyezés |
| ------------- | -------------- | -------- | -------- | -------- | -------- | -------- | -------- | ------- | -------- |
| Luis Martínez | 100 m pillangó | 52,22    | 3.       | 19.      | kiesett  | kiesett  | kiesett  | kiesett | kiesett  |

Női
| Versenyző      | Versenyszám | Előfutam | Előfutam | Előfutam | Döntő   | Döntő    |
| Versenyző      | Versenyszám | Idő      | Hely.    | Össz.    | Idő     | Helyezés |
| -------------- | ----------- | -------- | -------- | -------- | ------- | -------- |
| Valerie Gruest | 400 m gyors | 4:19,58  | 5.       | 29.      | kiesett | kiesett  |
| Valerie Gruest | 800 m gyors | 8:39,80  | 3.       | 22.      | kiesett | kiesett  |

## Vitorlázás
Laser osztályban egy vitorlázó képviselhette az országot, a 2014-es világbajnokságon elért helyezés alapján.
Férfi
| Versenyző           | Versenyszám | Futam | Futam | Futam | Futam | Futam | Futam | Futam | Futam | Futam | Futam | Futam | Pontszám | Helyezés |
| Versenyző           | Versenyszám | 1     | 2     | 3     | 4     | 5     | 6     | 7     | 8     | 9     | 10    | É     | Pontszám | Helyezés |
| ------------------- | ----------- | ----- | ----- | ----- | ----- | ----- | ----- | ----- | ----- | ----- | ----- | ----- | -------- | -------- |
| Juan Ignacio Maegli | Laser       | 18    | 14    | 3     | 7     | 16    | (25)  | 18    | 17    | 3     | 7     | 14    | 117      | 8.       |